# Осмолін (Мазовецьке воєводство)
Осмолін (пол. Osmolin) — село в Польщі, у гміні Санники Ґостинінського повіту Мазовецького воєводства.
Населення — 401 особа (2011).
У 1975-1998 роках село належало до Плоцького воєводства.

## Демографія
Демографічна структура станом на 31 березня 2011 року:
|          | Загалом | Допрацездатний вік | Працездатний вік | Постпрацездатний вік |
| -------- | ------- | ------------------ | ---------------- | -------------------- |
| Чоловіки | 192     | 45                 | 109              | 38                   |
| Жінки    | 209     | 49                 | 98               | 62                   |
| Разом    | 401     | 94                 | 207              | 100                  |